# I criminali della galassia
I criminali della galassia (Wild, Wild Planet nella edizione statunitense) è un film di fantascienza del 1965 diretto e prodotto da Antonio Margheriti sotto lo pseudonimo di Anthony M. Dawson. È stata la prima pellicola pubblicata del cosiddetto "quartetto Gamma Uno" (dal nome della stazione spaziale usata come ambientazione), una serie di quattro film a basso costo girati contemporaneamente da Margheriti per il mercato statunitense.

## Trama
In una epoca futura non meglio precisata, si verifica una serie di sparizioni di persone. Un ufficiale militare indaga infiltrandosi nel laboratorio del Professor Nurmi, responsabile dei sequestri, che utilizza i soggetti per folli esperimenti genetici.

## Produzione
Il film fu prodotto con costi assai ridotti dalla Mercury Film International per conto della Metro Goldwyn Mayer, assieme ad altri tre (I diafanoidi vengono da Marte, Il pianeta errante e La morte viene dal pianeta Aytin) girati contemporaneamente da Margheriti nel giro di dodici settimane, sfruttando stesse scenografie e la maggior parte del cast. Inizialmente realizzati per il mercato televisivo statunitense, con l'intento di dare vita a un nuovo genere "made in Italy" (dopo quello spaghetti western) economico, differenziandosi dai lungometraggi americani ad elevato budget. Il ciclo è rimasto noto come Quartetto Gamma Uno dal nome dell'immaginaria stazione spaziale usata come ambientazione. Per il resto, le quattro storie sono completamente diverse tra loro e i protagonisti dei primi due film cambiano nei successivi.
Tutto il cast italiano era accreditato con pseudonimi anglosassoni, per dare l'impressione che si trattasse di un film statunitense.

## Distribuzione
La Metro Goldwyn Mayer decise di lanciare questo e gli altri tre film della serie sul mercato cinematografico statunitense prima dello sfruttamento televisivo. Il film uscì nel 1965 negli Stati Uniti, distribuito dalla MGM, con il titolo Wild, Wild Planet.
Fu distribuito nelle sale italiane dalla Titanus il 1º luglio 1966.

## Accoglienza

### Critica
(Fantafilm)
(Fabio Giovannini, Danze macabre. Il cinema di Antonio Margheriti, 2004)